# Billy Sherring

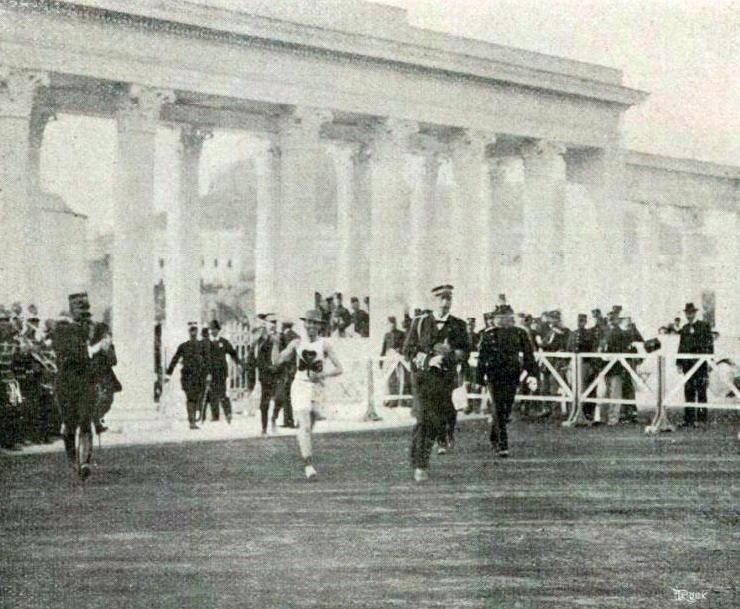
L'arrivée de Sherring au marathon d'Athènes en 1906.

William John Sherring dit Billy Sherring, né le 18 septembre 1878 à Hamilton et mort le 5 septembre 1964 à Hamilton, est un marathonien irlando-canadien.

## Biographie
Billy Sherring participe au marathon des Jeux olympiques intercalaires de 1906. Il remporte la médaille d'or, avec un temps de 2 h 51 min 23 s 6.